# O. márkiné
A O. márkiné (eredeti cím németül: Die Marquise von O.) egy 1976-os német–francia történelmi film, melyet Éric Rohmer Heinrich von Kleist elbeszélése után írt és rendezett.

## Cselekmény
- Helyszín: Észak-Itália
- Idő: A napóleoni háborúk idején

Az O. márkinét orosz katonák meg akarnak erőszakolni. F. gróf menti meg. Amikor azonban a márkiné elájul, a tiszt magáévá teszi…

## Magyarul
- O. márkiné; ford. Kászonyi Ágota; Magyar Helikon–Európa, Bp., 1966

## Fordítás
- Ez a szócikk részben vagy egészben  a   Die Marquise von O. (1976) című német Wikipédia-szócikk fordításán alapul.  Az eredeti cikk szerkesztőit annak laptörténete sorolja fel. Ez a jelzés csupán a megfogalmazás eredetét és a szerzői jogokat jelzi, nem szolgál a cikkben szereplő információk forrásmegjelöléseként.